# Der Kannibale von Flores
Der Kannibale von Flores ist eine US-amerikanische Pseudodokumentation mit Horrorelementen aus dem Jahr 2015. Produziert wurde der Fernsehfilm für Animal Planet, Regie führten Simon George. Der Film vermischt dokumentatorische Elemente mit für die Dokumentation nachgestellten Szenen und fiktivem Found-Footage-Material. Das Material soll belegen, dass Exemplare des ausgestorbenen Homo floresiensis weiterhin auf der indonesischen Insel Flores leben. Dabei wird auf die Legende der Ebu Gogo verwiesen. Der Film wurde am 24. Mai 2015 bei Animal Planet erstausgestrahlt.

## Handlung
1977 reist der Ornithologe Dr. Timothy Darrow mit seinem Kollegen Dr. Gary Ward nach Flores und will mit dem ortskundigen Führer Drajat „Reggie“ Saputra Ton- und Videoaufnahmen der als ausgestorbenen geltenden Flores-Zwergohreule anfertigen. Jedoch kehrt nur Darrow zurück und wird daraufhin beschuldigt, seine beiden Begleiter ermordet und gegessen zu haben. Darrow beteuert seine Unschuld und behauptet, dass zwergenartige Kreaturen seine Begleiter im Dschungel getötet hätten.
2003 werden Überreste des Homo floresiensis entdeckt, die die Aussagen Darrows stützen. Daraufhin reist der Anthropologe Dr. Richard Hoernboeck 2005 nach Flores, um Darrow im Gefängnis zu interviewen. Anschließend führt er im Dschungel eigene Nachforschungen durch und will mittels Wildkameras Exemplare des Ebu Gogo nachweisen. Er besucht ein Nage-Dorf am Fuß des Vulkans Ebulobo, um mehr über die Ebu Gogo zu erfahren. Zudem untersucht er ein Höhlensystem am Vulkan, in dem er menschliche Knochen findet. Er lässt die Knochen auf Spuren analysieren, diese haben jedoch keine Verbindung zu dem Doppelmord.
Hoernboeck trifft anschließend den damals zuständigen Ermittler, welcher ihm einen alten Fernsehbericht zeigt. Darin sieht er, dass die von Darrows mitgeführte Super-8-Kamera als Beweis aus dem Dschungel geborgen wurde und diese nach Abschluss des Verfahrens an Darrows Schwester, Susan Clemens, übergeben wurde. Er besucht diese Ende 2013 und erhält drei Rollen Film, welche ausschnittsweise in der Dokumentation zu sehen sind. Jedoch können die Filmrollen die Unschuld von Darrow nicht mehr beweisen, da er im Februar 2013 im Kerobokan-Gefängnis verstorben ist.
Während des Films werden Ausschnitte aus Interviews von Prozessbeteiligten gezeigt, wie etwa von Reporter Jan Voorhees, der vom Prozess berichtete, oder auch vom Diplomaten Robert Graham, der sich um die juristische Verteidigung von Darrow kümmerte.

## Auszeichnungen
Der Film wurde 2016 für den Saturn-Award für die beste Fernsehpräsentation nominiert und gewann bei der Accolade Competition den Preis als bester Spielfilm.